# 白发
白髮（原名白髮王妃），2019年中國大陸架空歷史古裝劇，由耀客傳媒出品，李慧珠執導，張雪迎、李治廷、經超、羅雲熙、陳欣予領銜主演的古裝劇。該劇改編自莫言殤的小說《白髮皇妃》，講述西啓長公主容樂（漫夭）、北臨王子無憂等人在亂世中找到屬於自己歸宿的愛情故事。該劇於2019年5月15日在愛奇藝、騰訊視頻和優酷首播，東方卫视于2019年6月2日起全国首播，臺灣中視主頻于2020年4月27日起全台首播。

## 播出平台
| 频道       | 所在地              | 播映日期      | 播出时间                                                | 备注                                   |
| ---------- | ------------------- | ------------- | ------------------------------------------------------- | -------------------------------------- |
| 爱奇艺     | 中国大陆            | 2019年5月15日 | 星期三至六 20:00更新兩集                                | 會員搶先看八集。                       |
| 腾讯视频   | 中国大陆            | 2019年5月15日 | 星期三至六 20:00更新兩集                                | 會員搶先看八集。                       |
| 优酷       | 中国大陆            | 2019年5月15日 | 星期三至六 20:00更新兩集                                | 會員搶先看八集。                       |
| 东方卫视   | 中国大陆            | 2019年6月8日  | 星期六、日 12:35 - 17:45（五集连播）                    | 青春剧场                               |
| 湖南卫视   | 中国大陆            | 2020年8月5日  | 每天 08:35 - 18:00                                      | 偶像独播剧场                           |
| dimsum     | 马来西亚 · 新加坡 · | 2019年5月16日 | 星期四至日 00:00 更新两集                               |                                        |
| 佳樂台     | 新加坡              | 2019年7月12日 | 星期一至五 22:00 7月15日起 星期一至四 22:00             |                                        |
| 中視       | 臺灣                | 2020年4月27日 | 星期一至四 23:00 - 00:00 （首日連播兩集 22:00 - 00:00） | 劇名：白髮皇妃 22:00 - 23:00為重播時段 |
| 緯來戲劇台 | 臺灣                | 2020年6月18日 | 星期一至五 23:00 - 00:00                                | 劇名：白髮皇妃                         |
| 八度空间   | 马来西亚            | 2020年9月2日  | 星期一至四 21:00 - 22:00                                | 亚洲精选                               |
| lalaTV     | 日本                | 2020年6月2日  | 星期一至五 09:30-10:30/14:30-15:30                      | title 白華の姫                         |

## 演员表

### 主要演员
| 演員             | 角色         | 配音   | 介紹 |
| 张雪迎           | 容樂漫夭秦漫 | 陸庚宜 | 西啟長公主→攏月茶樓少東家→將軍夫人→黎王妃→秦家女兒→北臨皇后 曾愛容齊，後喜歡無憂。幼時全家慘遭滅門，被仇人林申擄回西啟，秘密訓練以實現符鴛的復仇大計，在冷宮中無意與容齊相遇相戀並且私定終生，後因目睹容樂公主自殺而被選為和親人選，為了容齊服下天命之毒記憶全失，容齊助她逃跑但被抓回。醒來後被告知自己的身分為西啟長公主容樂，在考慮國家情況下，遠嫁北臨和親。到北臨後以攏月樓少東家身分漫夭露臉，並在無憂不知自己為容樂公主的情況下相愛。後被皇兄容齊陷害嫁給傅籌。一年後相遇的兩人經過許多事情，終於看清彼此心意，但卻有重重阻礙。容樂被無端陷害變成白髮，而無憂為了容樂不被閒言閒語，也把自己頭髮變白。後來容樂無意間得知無憂與傅籌為親兄弟，並阻止兄弟廝殺，自己也與妹妹秦湘相認。容齊得知自己性命不久，帶著容樂前往小木屋，並答應只要容樂陪伴他六個月，就幫她解天命之毒，後在容齊為容樂以血換血、以命換命解除天命之毒後，容樂想起所有與容齊過去的一切。五年之後，前往北臨，在登基那天封為皇后。 |
| 李治廷           | 宗政無憂     | 邊江   | 黎王殿下（北臨七皇子）→北臨皇帝 狂傲不羈、不拘禮法，容樂到北臨和親時無憂便躺在床上被抬出。因目睹父皇與母后的感情悲劇令他抗拒情愛，甚至不惜為了達到目的犧牲感情。直至他在攏月樓遇到漫夭才懂得真心換真心，但卻因為無郁無意的言語，讓漫夭以為無憂從沒喜歡過自己，而服從容齊命令，嫁給傅籌。但婚禮當天，意外得知漫夭便是容樂的無憂趕到婚禮現場，把容樂帶到思雲陵，關了三天三夜。最終容樂依然沒有跟隨無憂。兩人一年後再相遇時，也有了不同的心境，但情況卻更加危機，容樂變為白髮後，無憂為了禁止民間白髮妖孽的傳聞，不惜減壽十年，服下逆雪，但後以血烏解之。最終在容樂得知自己的身世及與容齊的感情後，無憂等了五年，兩人終於成為夫妻，也爬上了至高的位置。無憂從不願面對自己的過去直到因愛而變得更加強大。 |
| 經超 童年:韓昊霖 | 傅籌         | 王凱   | 天仇門少主→衛國大將軍→北臨皇子宗政無籌→北臨攝政王→無忧的胞兄 北臨大將軍，腹黑深沉、擅長權術。在容樂找到和自己身世有關的奇書後，王兄逼迫她與傅籌成婚。原本在容樂逐漸相信他後可以有美滿的生活，但又在無意中欺騙了她，讓容樂徹底死心。被符鴛欺騙，以為是符鴛的兒子，後容樂無意中發現傅籌原來是無憂的親兄弟。無籌無憂相認後，無籌打算退出北境，交給無憂打理，卻在孩子被林申及符鴛搶走後，與無憂聯手殺死二人，自己與秦湘卻也身亡。 |
| 陈欣予           | 痕香秦湘     | 邱秋   | 天仇門成員痕香 秦家二女兒秦湘 秦漫的妹妹秦湘。天仇門的殺手，傅籌的手下。本是無憂無慮的官家小姐，家破人亡後被苻鳶送入天仇門，少年時和傅籌幾乎是一起在天仇門受訓長大，深知傅籌承受的所有仇恨和痛苦，認為自己是這世上唯一能理解傅籌的人。喜歡傅籌，生下與傅籌之女念兒，後在項影的幫助下，與姊姊秦漫相認。並在維護姊姊及自己的孩子之下身亡。 |
| 罗云熙           | 容齐         | 罗云熙 | 西啟皇帝容齊→ 容樂的兄長 喜歡容樂。符鴛之子，身負被母親從自己身上引來的天命之毒，因此須定時喝藥以緩毒性，且活不過23歲。受符鴛逼迫送容樂(秦漫)前往和親，年少時與容樂在冷宮相遇相愛並私定終生，知曉容樂乃是秦家後人，深愛容樂，最後不惜以血換血以命換命解容樂的天命之毒，替她成就幸福與孩子，一生皆愛著容樂(秦漫)，最後為了不讓其傷心而故意使其誤會，望其恨他，因為他知道容樂(秦漫)只有在面對自己所恨之人死時才不會傷心。 |

### 北臨成員
| 演員   | 角色       | 配音 | 介紹 |
| 刘锡明 | 宗政允赫   |      | 北臨皇帝 無憂父親，年輕時因讓符鴛服天命之毒，而後生符鴛為了報仇，命林申陷害他至不能言語。存著一口氣，在見到傅籌、無憂 無鬱與他們的孩子後斷氣身亡。                                    |
| 田海蓉 | 符鴛       |      | 北臨皇后→西啟太后 為讓自己活下去以殲滅宗政一族報仇，將天命之毒引到兒子容齊身上。在容齊死後投火自盡。                                                                                  |
| 田雷   | 林申       |      | 北臨符鴛皇后身邊太監→天仇門門主 喜歡符鴛，為助符鴛完成復仇，不惜淨身入宮、創立天仇門做盡壞事。後被無憂殺死。                                                                          |
| 刘瀚阳 | 宗政筱仁   |      | 北臨太子 視黎王為政敵，死於林申劍下。 |
| 张璇   | 北臨太子妃 |      | 北臨太子妃 苦口婆心勸誡太子，但太子總以言語羞辱。後與太子死在林申劍下。 |
| 书亚信 | 宗政無鬱   | 北辰 | 陳王殿下（北臨九皇子） 無憂的九弟，與昭芸情投意合，在昭芸嫁到宸國後，傷心了好一陣子。後喜歡蕭可（可兒），並在無憂與容樂幫助下，讓蕭可答應嫁給他。個性活潑，喜歡跟在七哥無憂身後幫忙。 |
| 毛凡   | 宗政玄明   |      | 范陽王，臨皇弟 |
| 邓莎   | 雲貴妃     |      | 宗政無憂、宗政無籌的母親 因北临皇被符鸢下毒导致误杀。 |

### 其他演员
| 演員     | 角色         | 配音 | 介紹 |
| 王嵛     | 泠月（青狐） |      | 容樂公主侍女→天仇門成員青狐 喜歡蕭煞，是主人林申派來監視容樂的（稱之為青狐），從未忠心於容樂，曾安排男寵、殺害孫雅璃誣陷容樂。後被愛人蕭煞所殺。 |
| 黄灿灿   | 沉魚（洛顏） |      | 香魂閣頭牌沉魚、宸國奸細洛顏 漫夭使計助其脫離煙花之地。後得知漫夭便是容樂公主，因替寧千易取山河志而背叛容樂。在宸國救下容樂並警告她趕緊離開，因與寧千易統一天下理念不合，與昭芸郡主一同揭發寧千易與符鴛聯合的陰謀，後在博古堂（原無憂與容樂為幫助無父母之子設的學堂）當老師。 |
| 文竹     | 昭芸         |      | 昭芸郡主→封和親公主→鎮北王王妃 與陳王兩情相悅，後因考量眾人立場與國家人民，便與宸國鎮北王和親，鎮北王對昭芸寵愛有加，進而愛上對方。後在鎮北王喝下毒酒死後，懷著他的骨肉獨自生活。                                                                                             |
| 徐可     | 寧千易       |      | 宸國鎮北王 喜歡北臨昭芸郡主。以一統天下為目標，派遣沉魚(洛顏)潛入北臨多年，尋找山河志。聯合符鴛、林申企圖以容樂之死讓無籌、無憂兄弟自相殘殺，最後失敗告終自飲毒酒身亡，留下昭芸與未出生的孩子。                                                                               |
| 高爽     | 蕭煞         |      | 原為西啟皇-容齐貼身侍衛 當容樂和親至北臨時，派予保護並監視容樂。 蕭可獲救後，對容樂完全忠心。 喜歡泠月，後因泠月為奸細而親手殺了她。 |
| 米咪     | 蕭可（可兒） |      | 蕭煞妹妹，神醫徒弟。 因被擄威脅蕭煞，後被沉魚、泠月所救。幫容樂尋找能夠醫治身上毒的辦法，最後幫容齊 容樂以血換血、以命換命，替容樂解天命之毒。 喜歡陳王無鬱，後在無憂、容樂幫助下，答應嫁給無鬱。                                                                             |
| 王純     | 攏月         |      | 原攏月樓掌櫃、西啟安插在北臨的紙鳶間諜 因容樂曾救過攏月，攏月待容樂如姊妹，在容齊抓容樂一同逃命時，自願死於刀下。 |
| 杨雪     | 小唯         |      | 攏月樓侍女 後於容齊追捕容樂時，被容齊手下殺害。 |
| 邹新宇   | 蓮心         |      | 容樂公主侍女 因私通外敵被容樂驅趕。 |
| 王歌     | 秋怡         |      | 公主府女管家。 |
| 高广泽   | 項影         |      | 原是傅筹的手下 因清涼湖一事，被傅筹所罰棄於柴房，後被容樂所救，聽命於容樂，同為天仇門一員，喜歡痕香，後為掩護被林申追殺的容樂、痕香，死於林申劍下。 |
| 胡毅     | 常監         |      | 傅筹的手下 在項影被罰後，代替項影位置。 |
| 倪寒尽   | 冷炎         |      | 無憂的手下 |
| 陆忠     | 孫繼周       |      | 無憂的老師 為權利勾結傅籌、符鴛等人。 |
| 李思阳   | 無相子       |      | 無憂的師兄 |
| 丁子峻   | 秦永         |      | 容樂（秦漫）與痕香（秦湘）的親生父親，北临前宰相，無憂的恩師。實施贍民變法。因其赠送的十里香酒被符鸢下毒，才导致临皇错手杀死云贵妃，事后被临皇满门抄斩，为了自己的两个女儿活命临死前将她们送走。                                                                              |
| 代文雯   | 孫雅璃       |      | 孫繼周女兒 喜歡傅籌，後喜歡無憂。被孫父親煽動，偷偷調包給無憂的安神香，要破壞與漫夭的感情。原與泠月為好友，但被泠月為了符鴛的復仇計畫用計殺死。 |
| 周奥运   | 小無憂       |      | |
| 祁心蕊   | 小秦湘       |      | |
| 裴佳欣   | 小秦漫       |      | |
| 杨景天   | 宗政赢       |      | 無憂跟容樂（漫夭）的兒子。 |
| 王晓辉   | 向誠         |      | 禁軍統領，被傅籌所殺。 |
| 宋霞     | 昭芸繼嬸     |      | 尖酸刻薄。 |
| 东斗     | 小荀子       |      | 西啟皇帝身邊太監。 |
| 刘伟     | 陳公子       |      | |
| 卢卓     | 文           |      | 北臨尚書大人之子，被黎王斬斷左臂。 |
| 李岱昆   | 羅植         |      | 南境大將軍。跟王妃漫夭比箭，而把羅家軍的兵符打賭輸掉，進而對黎王與王妃肝腦塗地。 |
| 杨子骅   | 金尚書       |      | |
| 陈众孚   | 厲武         |      | 宸國鎮北王手下。 |
| 聂玫     | 皇           |      | |
| 杨程明   | 楊惟         |      | |
| 郭锐晨   | 春泥         |      | 孫雅璃婢女，被泠月所殺。 |
| 卢展翔   | 宸皇         |      | 年僅10歲卻聰穎過人。 |
| 张家祺   | 念兒         |      | 痕香與傅籌之女。 |
| 刘明哲   | 秋郎         |      | 容樂被泠月誣陷的男寵。 |
| 杨慧     | 領頭宫女     |      | |
| 鹏       | 曹大人       |      | 南境臣子。 |
| 张彬     | 蔡大人       |      | 南境臣子。 |
| 罗霆     | 辛師傅       |      | |
| 赵永占   | 李志遠       |      | |
| 朱忠进   | 鄭英         |      | |
| 刘浩群   | 隱衛         |      | |
| 田皓博   | 李大夫       |      | |
| 攀华伟   | 秦母         |      | |
| 何华祥   | 羅橋         |      | 羅植之弟。 |
| 朱海霞   | 蘭兒         |      | |
| 关婉婷   | 雅歌         |      | |
| 杜以兵   | 昭芸叔       |      | |
| 金晗诺   | 博容         |      | |
| 杨程明   | 杨惟         |      | |
| 萧李臻瑱 | 博裕         |      | |
| 郭子琛   | 子衿         |      | |
| 川       | 趙大人       |      | |

## 电视原声带
| 曲序 | 曲目             |        | 作曲   | 编曲         | 演唱           |
| ---- | ---------------- | ------ | ------ | ------------ | -------------- |
| 1.   | 小至（片尾曲）   | 刘畅   | 谭旋   | 陳迪、周家騵 | 李治廷、郁可唯 |
| 2.   | 邀月（插曲）     | 段思思 | 谭旋   | 李乃剛       | 李琦           |
| 3.   | 若雪（插曲）     | 徐仲鄰 | 李治廷 | 陳沁揚       | 李治廷         |
| 4.   | 忘憂（插曲）     | 段思思 | 單喻龍 | 單喻龍       | 张雪迎         |
| 5.   | 红尘微烫（插曲） | 段思思 | 黃鉑   | 李建衡       | 陆翊           |
| 6.   | 离舟（插曲）     | 刘畅   | 陳思同 | 谭畅         | 苏醒           |
| 7.   | 心锁（插曲）     | 刘畅   | 曾締   | 陳沁揚       | 金润吉         |

## 书籍
改編自莫言殤的小說《白髮王妃》

## 宣传活动
| 播出时间 | 活动 | 出席演员 |
| -------- | ---- | -------- |

## 電視節目的變遷
| 新加坡 佳樂台 「10點黃金劇」                   | 新加坡 佳樂台 「10點黃金劇」                  | 新加坡 佳樂台 「10點黃金劇」 |
| ---------------------------------------------- | --------------------------------------------- | ---------------------------- |
|                                                | 白髮 （2019年7月12日－2019年10月24日）        |                              |
| 如果可以这样爱 （2019年5月9日－2019年7月11日） | 月村歡迎你 （2019年10月28日－2019年12月11日） |                              |

| 臺灣 中視 星期一至四 23:00 - 00:00 · 4月27日 22:00 - 00:00 | 臺灣 中視 星期一至四 23:00 - 00:00 · 4月27日 22:00 - 00:00 | 臺灣 中視 星期一至四 23:00 - 00:00 · 4月27日 22:00 - 00:00 |
| ---------------------------------------------------------- | ---------------------------------------------------------- | ---------------------------------------------------------- |
|                                                            | 白髮皇妃 （2020年4月27日－2020年8月3日）                   |                                                            |
| 神鵰俠侶（重播） （2014年版）                              | 香蜜沉沉燼如霜 （2020年8月4日－2020年9月23日）             |                                                            |

| 臺灣 緯來戲劇台 星期一至五 23:00 - 00:00 · 7月20日起，調整為 19:00 - 20:00 | 臺灣 緯來戲劇台 星期一至五 23:00 - 00:00 · 7月20日起，調整為 19:00 - 20:00 | 臺灣 緯來戲劇台 星期一至五 23:00 - 00:00 · 7月20日起，調整為 19:00 - 20:00 |
| -------------------------------------------------------------------------- | -------------------------------------------------------------------------- | -------------------------------------------------------------------------- |
|                                                                            | 白髮皇妃 （2020年6月18日－2020年9月7日）                                   |                                                                            |
| 瑯琊榜（重播） （2020年4月3日－2020年6月17日）                             | 我的鬼神搭檔（重播）                                                       |                                                                            |

| 臺灣 中天娛樂台 每週一至週五 20:00－22:00 | 臺灣 中天娛樂台 每週一至週五 20:00－22:00   | 臺灣 中天娛樂台 每週一至週五 20:00－22:00 |
| ----------------------------------------- | ------------------------------------------- | ----------------------------------------- |
|                                           | 白髮皇妃 （2023年1月5日－2023年2月14日）    |                                           |
| 台灣X檔案 （2022年9月15日－2023年1月4日） | 射鵰英雄傳 （2023年2月15日－2023年3月22日） |                                           |

| 马来西亚 八度空间 亚洲精选 星期一至四 21:00-22:00 | 马来西亚 八度空间 亚洲精选 星期一至四 21:00-22:00 | 马来西亚 八度空间 亚洲精选 星期一至四 21:00-22:00 |
| ------------------------------------------------- | ------------------------------------------------- | ------------------------------------------------- |
|                                                   | 白髮 （2020年9月2日－2020年12月10日）             |                                                   |
| 那年煙花燦爛時 （2020年7月29日－2020年9月1日）    | 传闻中的陈芊芊 （2020年12月14日 - 2021年1月21日） |                                                   |